# Mulher de Suném

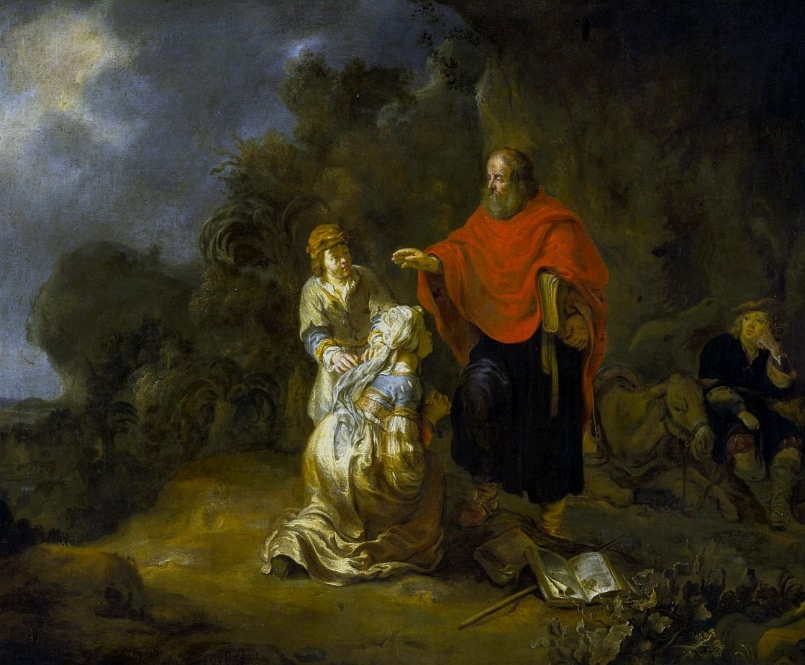
Gerbrand van den Eeckhout, Eliseu e a Mulher Sunamita, 1649.

A mulher de Suném ou mulher sunamita é uma personagem da Bíblia hebraica. 2 Reis 4:8 a descreve como uma "mulher importante" (ACF) na cidade de Suném; entretanto, seu nome não é divulgado no texto bíblico.

## Relato bíblico
De acordo com 2 Reis 4, ela demonstrou hospitalidade com o profeta Eliseu, construindo um quarto onde ele poderia ficar sempre que estivesse na cidade. Ela não tem filhos, mas Eliseu profetiza que terá um filho. Um ano depois, ela dá à luz um filho. 2 Reis 4: 18–37 relata como, quando seu filho cresceu, ele ficou doente e morreu. Ela pede ajuda a Eliseu e ele traz de volta à vida o filho.
A mulher de Suném aparece novamente em 2 Reis 8. A conselho de Eliseu, ela passou sete anos na Filisteia para evitar a fome e voltou para descobrir que não tinha mais posse de sua casa e terra. Ela apela ao rei (Jorão), e sua propriedade é restaurada para ela.

## Interpretação acadêmica
Abraham Kuyper vê a mulher de Suném como um exemplo típico de pessoas piedosas em Israel que amam e respeitam os profetas. Kuyper sugere que a narrativa indica sua "independência e prontidão". Carol Meyers observa que "ao contrário de praticamente todas as mulheres nas narrativas bíblicas, ela não é apresentada como a 'esposa' de alguém". Claudia Camp diz que a mulher é "independente e materna, poderosa e piedosa". A proposta de construir um quarto para Eliseu se origina da mulher e é apoiada pelo marido.